# Drätsel
Drätsel är ett äldre ord för offentliga finanser, skatter, och förvaltningen av dessa. Förr talade man om rikets drätsel för att beskriva statens ekonomiska tillgångar. Ordet härleds till latinets thesaurus = skatt, skattkammare. Betydelsen gick från den plats där staten förvarade sina fysiska tillgångar till att omfatta statsfinanserna på ett mer abstrakt plan.
Användes historiskt ofta i sammansättningar som drätselkommission, drätselkammare, drätselnämnd och drätselverk (finansförvaltning).